# Super Bowl XVI
Il Super Bowl XVI fu la finale della stagione 1981 della National Football League tra i campioni della National Football Conference (NFC) , i San Francisco 49ers e quelli della American Football Conference (AFC), i Cincinnati Bengals. I 49ers batterono i Bengals con un punteggio di 26–21 vincendo il loro primo Super Bowl.
La gara fu disputata il 24 gennaio 1982 al Pontiac Silverdome di Pontiac, Michigan, nella periferia di Detroit. Fu la prima volta che il Super Bowl si tenne in una città dal clima freddo. La copertura dello stadio risparmiò alla folla un tempo molto freddo e nevoso ma il clima condizionò il traffico e problemi logistici afflissero la partita. Il Super Bowl XVI divenne una delle trasmissioni più viste della storia televisiva statunitense, con oltre 85 milioni di telespettatori e un 73% di share.

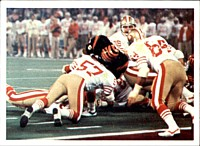
Una fase di gioco del Super Bowl XVI

Per la prima volta dal Super Bowl III, si affrontarono due squadre in precedenza mai qualificatesi per la partita. I 49ers avevano concluso la stagione regolare con un record di 13–3 e nei playoff avevano battuto i New York Giants e i Dallas Cowboys. I Bengals avevano concluso con un bilancio di 12–4 record e nella postseason avevano superato Buffalo Bills e San Diego Chargers.
Anche se i Bengals guadagnarono 356 yard in attacco contro le 275 dei 49ers, questa fu la prima volta nella storia del Super Bowl che la squadra che aveva concluso con più yard e touchdown perse. San Francisco salì a un punteggio del Super Bowl di 20-0 alla fine del primo tempo, grazie a un touchdown passato e uno corso dal quarterback Joe Montana e a due field goal di Ray Wersching. Cincinnati iniziò una rimonta nel secondo tempo col quarterback Ken Anderson che segnò un touchdown su corsa da 5 yard e ne passò uno da 5 yard, ma nel terzo quarto la difesa di San Francisco resistette e con altri due field goal prese il largo. I Bengals segnarono il loro ultimo touchdown a 20 secondi dal termine ma non riuscirono a recuperare il successivo onside kick. Montana fu nominato MVP del Super Bowl, completando 14 passaggi su 22 per 157 yard e un touchdown, oltre a correre 18 yard e un touchdown su corsa.

## Formazioni titolari
Membro della Pro Football Hall of Fame
| San Francisco      |           | Cincinnati        |
| ------------------ | --------- | ----------------- |
| Attacco            |           |                   |
| Freddie Solomon    | WR        | Isaac Curtis      |
| Dan Audick         | LT        | Anthony Muñoz     |
| John Ayers         | LG        | Dave Lapham       |
| Fred Quillan       | C         | Blair Bush        |
| Randy Cross        | RG        | Max Montoya       |
| Keith Fahnhorst    | RT        | Mike Wilson       |
| Charle Young       | TE        | Dan Ross          |
| Dwight Clark       | WR        | Cris Collinsworth |
| Joe Montana        | QB        | Ken Anderson      |
| Earl Cooper        | FB        | Pete Johnson      |
| Ricky Patton       | RB        | Charles Alexander |
| Difesa             |           |                   |
| Dwaine Board       | LE        | Eddie Edwards     |
| Jim Stuckey        | LDT-NT    | Wilson Whitley    |
| Archie Reese       | RDT-RE    | Ross Browner      |
| Fred Dean          | RE-LOLB   | Bo Harris         |
| Bobby Leopold      | LOLB-LILB | Glenn Cameron     |
| Jack Reynolds      | MLB-RILB  | Jim LeClair       |
| Keena Turner       | ROLB      | Reggie Williams   |
| Ronnie Lott        | LCB       | Louis Breeden     |
| Eric Wright        | RCB       | Ken Riley         |
| Carlton Williamson | SS        | Bobby Kemp        |
| Dwight Hicks       | FS        | Bryan Hicks       |